# يسبر إم. كريستنسن
يسبر إم. كريستنسن (بالدنماركية: Jesper M. Kristensen)‏ هو لاعب كرة قدم دنماركي في مركز الوسط، ولد في 16 سبتمبر 1986 في الدنمارك في مملكة الدنمارك. لعب مع نادي لينغبي.